# Маковский, Владимир Матвеевич
Владимир Матвеевич Маковский (15 [27] июля 1870, Ейск, Кубанская область (теперь Краснодарского края) — 3 января 1941, Харьков) — русский и советский учёный-механик, специалист в области турбиностроения, доктор технических наук, заслуженный профессор УССР (1924), ректор Днепропетровского горного института (ныне Украинского национального горного университета). Создатель научной школы.

## Биография
В 1894 окончил Харьковский технологический институт. С 1896 работал в Главных паровозных мастерских в Харькове.
Участник революционного движения, подвергался арестам, в 1899 был выслан в г. Грозный, где работал на нефтяных промыслах.
С 1904 по 1930 гг. — преподаватель Екатеринославского (Днепропетровского) горного института, ректором которого был с января 1927 по февраль 1928.
В 1930 году В. М. Маковский переехал в Харьков, преподавал в механико-машиностроительном институте, а в 1932 г. организовал кафедру турбостроения.
В 1933 г. создал первую в СССР газотурбинную лабораторию, в которой был разработан проект стационарной газовой турбины мощностью 736 квт (1000 л. с.), в которой была реализована водяная система охлаждения ротора и проточной части. В 1940 г. эта турбина была построена Харьковским турбогенераторным заводом. Турбина эксплуатировалась в Горловке, в Донбассе, где в то время осуществлялась идея подземной газификации каменного угля. Научно-техническая общественность присвоила этой турбине титул «Газовая турбина Маковского», который стал общепризнанным.
Дальнейшие испытания прервала смерть ученого, а затем начавшаяся Великая Отечественная война.
Был председателем Научного инженерного общества энергетики и электросвязи (1935).

## Научная деятельность
Новатор в области нефтяной, металлургической и горнодобывающей промышленности.
Первым в СССР поднял вопрос о создании нового теплового двигателя — газовой турбины, позволяющей осуществить эффективное энергетическое использование продуктов подземной газификации углей на месте добычи газа. В 1925 в труде «Опыт исследования турбин внутреннего сгорания с постоянным давлением сгорания» показал преимущества газовых турбин постоянного давления.
В. М. Маковский — создатель школы советского газотурбостроения, сыгравшей большую роль в развитии исследовательских работ по газовым турбинам в СССР.
Выдающийся деятель высшего технического образования в УССР, создатель одного из первых рабфаков (1921).
Автор 5 монографий и двух учебников по воздуходувным машинам, термодинамике, паровым и газовым турбинам.